# Административное деление Османской империи

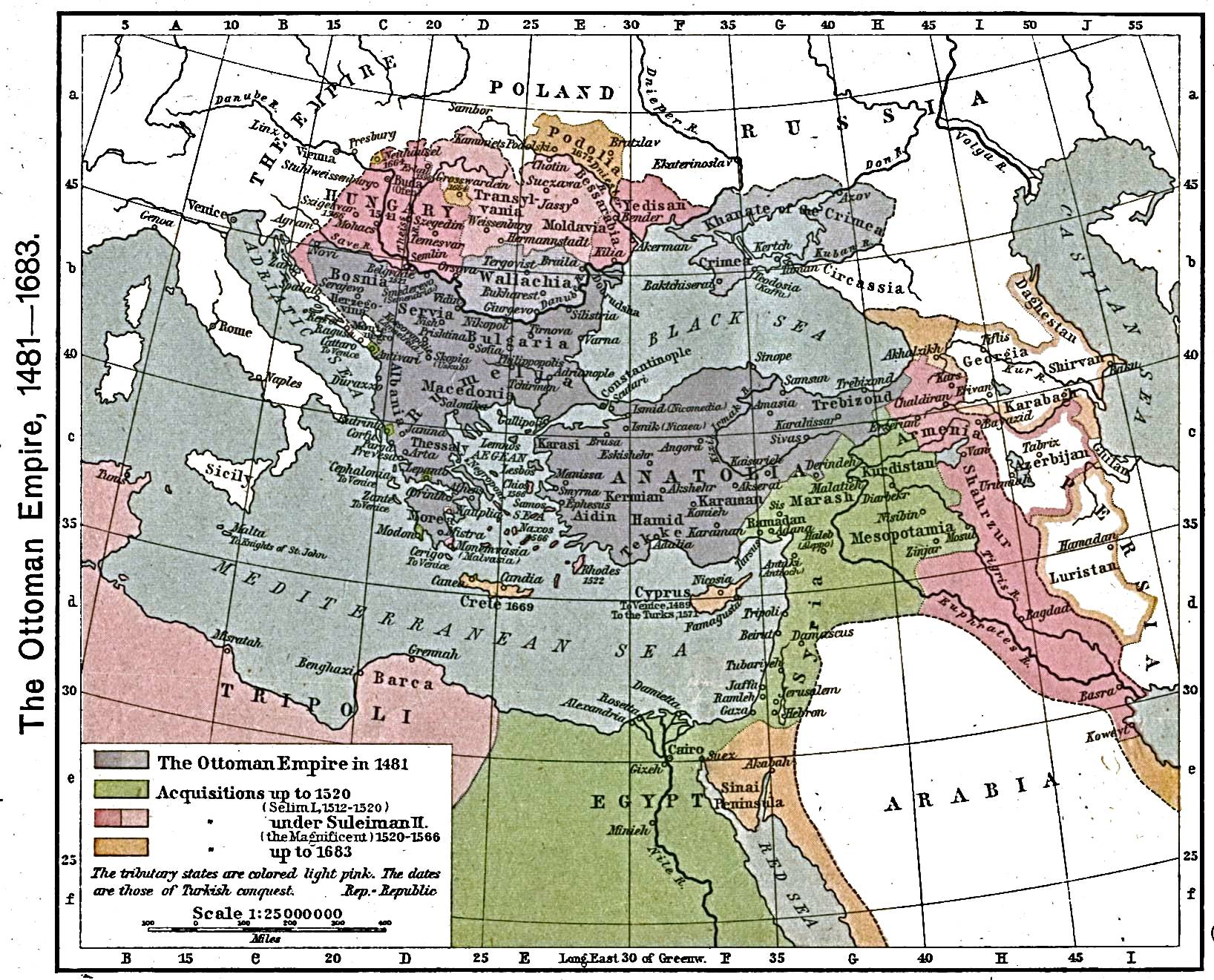
Османская империя в 1481—1683

Административное деление Османской империи было основано на военной администрации с гражданскими исполнительными функциями. Вне этой системы имелись вассальные отношения.
В истории империи есть две эпохи административного устройства и управления: первая была начальной организацией, возникшей ещё с созданием османского государства, вторая — после обширных административных реформ и европеизации управления в 1864.

## Начальная организация
Османская империя в ходе своего расширения завоёвывала большое количество мелких тюркских государств — бейликов.
На основе бейликов началось строительство административной системы молодой империи. Империя делилась на бейлики; в каждом определённом бейлике правил свой бей, который в свою очередь являлся вассалом турецкого султана.

Независимые тюркские бейлики в Анатолии в 14 веке.

Также в империи существовали санджаки, области, порученные сыновьям султана. Но непосредственным управлением санджаков занимались не сыновья султана, а губернаторы, получавшие специальный штандарт, «санджак» (означающий «от султана»).
Империя расширилась в Европе, требовались дополнительные, промежуточные уровни административного управления. В правление султана Мурада I (1359—1389) бейлербей или генерал-губернатор был назначен управлять Румелией, европейской частью империи. Вскоре бейлербей был также установлен для Анатолии, за исключением области вокруг Амасьи, находившейся в то время под прямым управлением турецкого султана.

## Административные единицы первого порядка

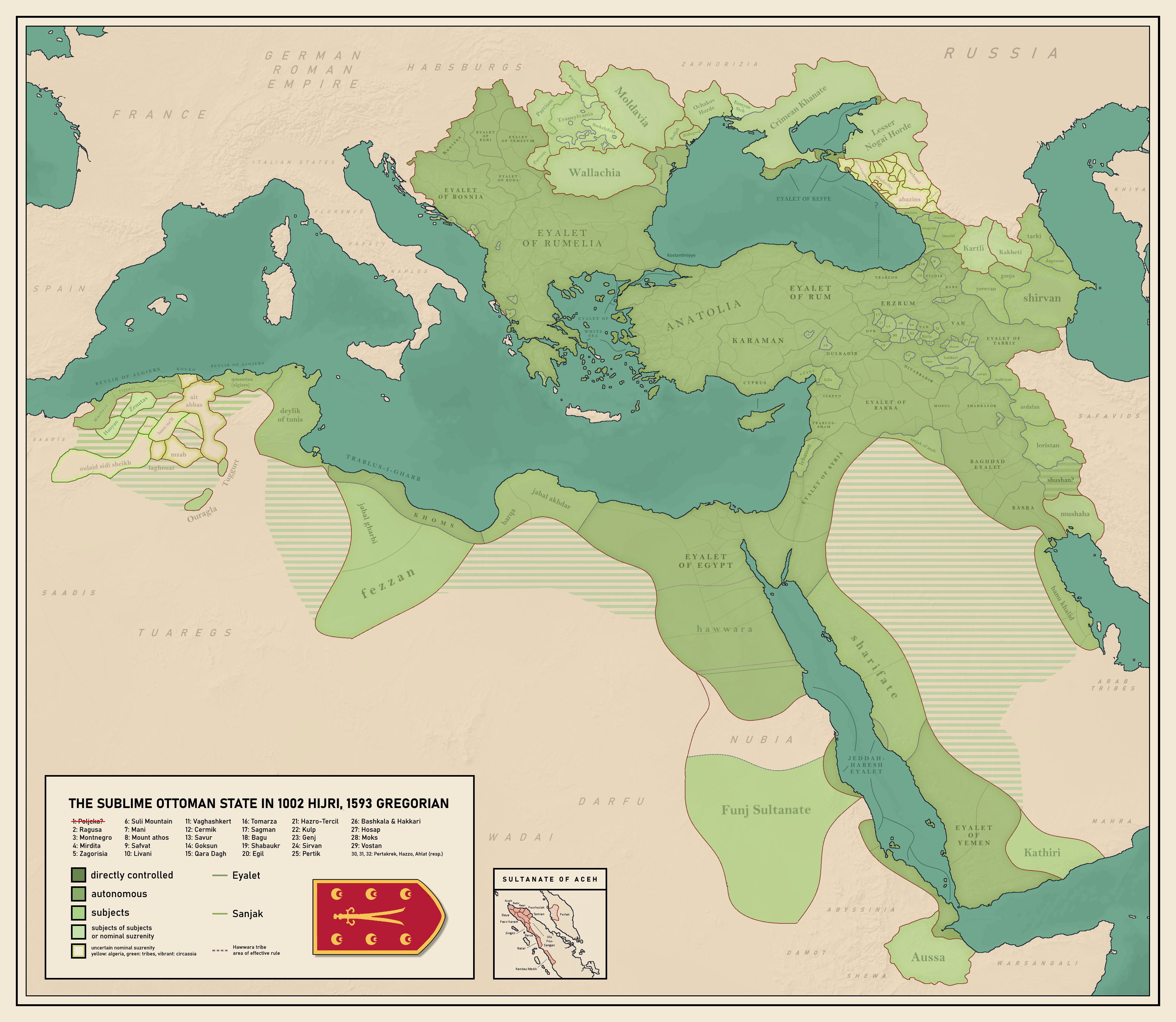
Административно-территориальное деление Османской империи в 1593 году

### Эялеты в1299—1609
С середины XIV века и до конца XVI века был установлен только один бейлербей для Карамана.

### Эялеты, исчезнувшие до 1609
- Абхазия (Abhaz) (1578-?) (также называемый Сухум-кале (Sohumkale) или Грузия (Gurcistan) и включал Мегрелию и Имеретию; под номинальным контролем).
- Ахишка (ок. 1603-?)
- Валахия (только в 1595)
- Гори (1588—1600) (вероятно, заменён вилаятом Тифлис после 1586)
- Гянджа (Gence) (1588—1604)
- Демиркапы (1578—1607) (также назывался Дагестан (Dağıstan))
- Дманиси (Tumanis) (1584-?) (вероятно, заменён вилаятом Тифлис после 1586)
- Дьёр (Yanık) (1594—1598)
- Забид (1567—1569) (объединён с Йеменом)
- Кахети (ок. 1578—1605)
- Лазистан (ок. 1574-?)
- Лори (ок. 1584-?) (вероятно, заменён вилаятом Тифлис после 1586)
- Молдавия (только в 1595-1596; далее Молдавия — автономное княжество империи)
- Нахичевань (ок. 1603, заменён Ереванским вилаятом)
- Сана (San’a) (1567—1569) (включена в состав Йемена)
- Сёгёт (ок. 1596)
- Тебриз (Tebriz) (1585—1603)
- Тифлис (Tiflis) (1578—1607)
- Ширван (Şirvan) (1578—1605)

## Эялеты в 1609
Завоевания султанов Селима I и Сулеймана I Великолепного в XVI веке потребовали увеличения числа административных единиц. К концу XVI века число эялетов достигло 42.
| Название провинции               | Оригинальное название на османском и современном турецком | Год создания  | Занимаемые территории                                             | Примечания                                                                                       |
| -------------------------------- | --------------------------------------------------------- | ------------- | ----------------------------------------------------------------- | ------------------------------------------------------------------------------------------------ |
| Абиссиния                        | Habeş                                                     | ок. 1554      | Саудовская Аравия, Судан, Эритрея, Сомали                         | Провинция включала в свой состав целиком Красное море. Также носила название «Мекка и Медина».   |
| Адана                            | آضنه Ażana (Adana)                                        | ок. 1608      | Турция                                                            |                                                                                                  |
| Алеппо                           | حلب Ḥaleb (Halep)                                         | ок. 1516—1521 | Сирия, Турция                                                     |                                                                                                  |
| Алжир                            | جزاير غرب Cezâyîr-i Ġarb (Cezayir Garp)                   | 1519          | Алжир                                                             |                                                                                                  |
| Анатолия                         | Anadolu                                                   | ок. 1365      | Турция                                                            |                                                                                                  |
| Эр-Ракка                         | Rakka                                                     | ок. 1500-х    | Ирак, Сирия, Турция                                               | Также называлась Урфа                                                                            |
| Багдад                           | بغداد Baġdâd (Bağdat)                                     | 1535          | Ирак                                                              |                                                                                                  |
| Басра                            | بصره Baṣra (Basra)                                        | ок. 1552      | Ирак, Кувейт                                                      |                                                                                                  |
| Босния                           | Bosna                                                     | 1520-е        | Босния и Герцеговина, Сербия, Хорватия, Черногория                |                                                                                                  |
| Буда                             | Budin                                                     | 1541          | Венгрия, Сербия, Хорватия                                         |                                                                                                  |
| Ван                              | Van                                                       | 1548          | Турция                                                            |                                                                                                  |
| Диярбакыр                        | دياربكر Diyârbekir (Diyarbakır)                           | 1515          | Турция, Ирак                                                      |                                                                                                  |
| Египет                           | مصر Mıṣır (Mısır)                                         | 1517          | Египет, Израиль, Иордания, Саудовская Аравия                      |                                                                                                  |
| Йемен                            | Yemen                                                     | 1517-18, 1539 | Йемен, Саудовская Аравия                                          |                                                                                                  |
| Кафа (Феодосия)                  | Kefe                                                      | ок. 1581      | Украина, Россия                                                   |                                                                                                  |
| Канижа                           | Kanije                                                    | 1600          | Венгрия, Хорватия                                                 |                                                                                                  |
| Караман                          | Karaman                                                   | c. 1470       | Турция                                                            |                                                                                                  |
| Карс                             | Kars                                                      | 1579          | Турция                                                            | Объединена с Эрзурумом в 1845.                                                                   |
| Кипр                             | قبرص Ḳıbrıṣ (Kıbrıs)                                      | 1571          | Кипр, Турция                                                      | ок. 1660—1703 и в 1784 часть Эгейской провинции.                                                 |
| Лахса                            | Lahsa                                                     | ок. 1579      | Саудовская Аравия, Кувейт, Катар                                  | Редко управлялась напрямую                                                                       |
| Мараш                            | Maraş, Dulkadır                                           | ок. 1522      | Турция                                                            |                                                                                                  |
| Мосул                            | Musul                                                     | 1500-е        | Ирак                                                              |                                                                                                  |
| Румелия                          | Rumeli                                                    | ок. 1365      | Болгария, Греция, Македония, Албания, Сербия, Черногория, Турция  | Располагалась в европейских владениях Османской империи                                          |
| Самцхе                           | Çıldır                                                    | ок. 1579      | Грузия, Турция                                                    | Другое название — Мешхети.                                                                       |
| Силистрия                        | Silistre                                                  | ок. 1599      | Болгария, Румыния, Молдавия, Украина                              | Включала в себя крепость Очаков; первым бейлебегом провинции был крымский хан.                   |
| Сивас                            | Sivas                                                     | 1500-е        | Турция                                                            |                                                                                                  |
| Сирия                            | Şam                                                       | 1516-17       | Сирия, Ливан, Израиль, Палестина, Иордания, часть Турции и Ирака. |                                                                                                  |
| Темешвар                         | Tımışvar                                                  | 1552          | Румыния, Сербия, Венгрия                                          |                                                                                                  |
| Трабзон, Лазистан                | Trabzon                                                   | 1500-е        | Грузия, Турция                                                    | Также носила название провинция Трапезунт                                                        |
| Триполи (Триполи на Востоке)     | Trablus-ı Şam (Trablusşam)                                | ок. 1570-х    | Ливан, Сирия                                                      |                                                                                                  |
| Триполитания (Триполи на Западе) | Trablus-ı Garb (Trablusgarp)                              | 1551          | Ливия                                                             |                                                                                                  |
| Тунис                            | Tunus                                                     | 1574          | Тунис                                                             |                                                                                                  |
| Шаразор                          | Şehrizor                                                  | 1500-е        | Ирак, Иран                                                        | Также известен как Шеризор или Киркук.                                                           |
| Эгейские острова                 | Cezayir                                                   | 1500-е        | Греция                                                            | Область капудан-паши (командующий флотом); также называлась Денизи, позже Джезаир-и Бахр-и Сефид |
| Эгер                             | اكر Egir (Eğri)                                           | 1596          | Венгрия, Словакия                                                 |                                                                                                  |
| Эрзурум                          | Erzurum                                                   | ок. 1514—1534 | Турция                                                            |                                                                                                  |

## Административная реформа 1864

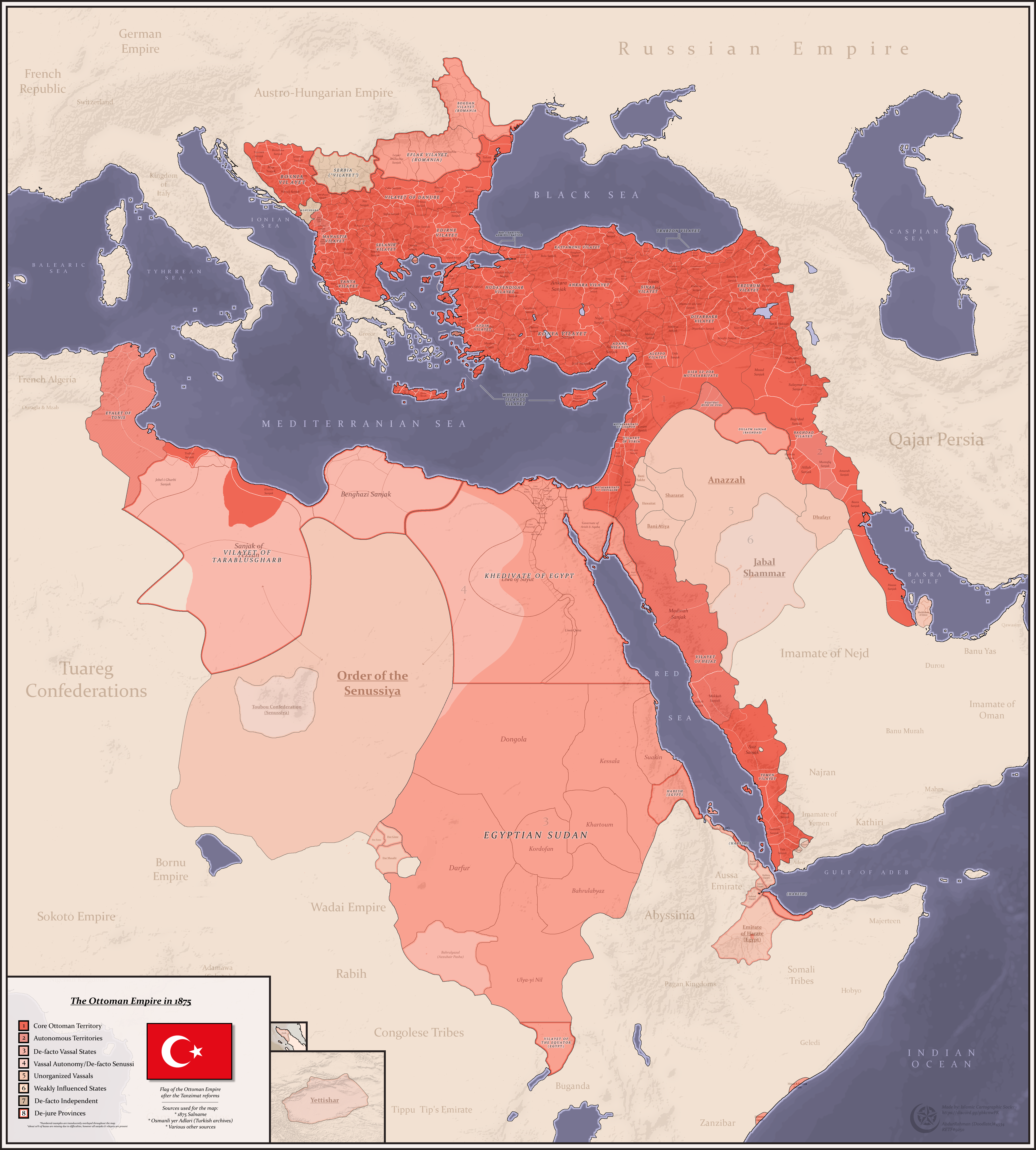
Административно-территориальное деление Османской империи в 1875 году

### Вилайеты в 1915

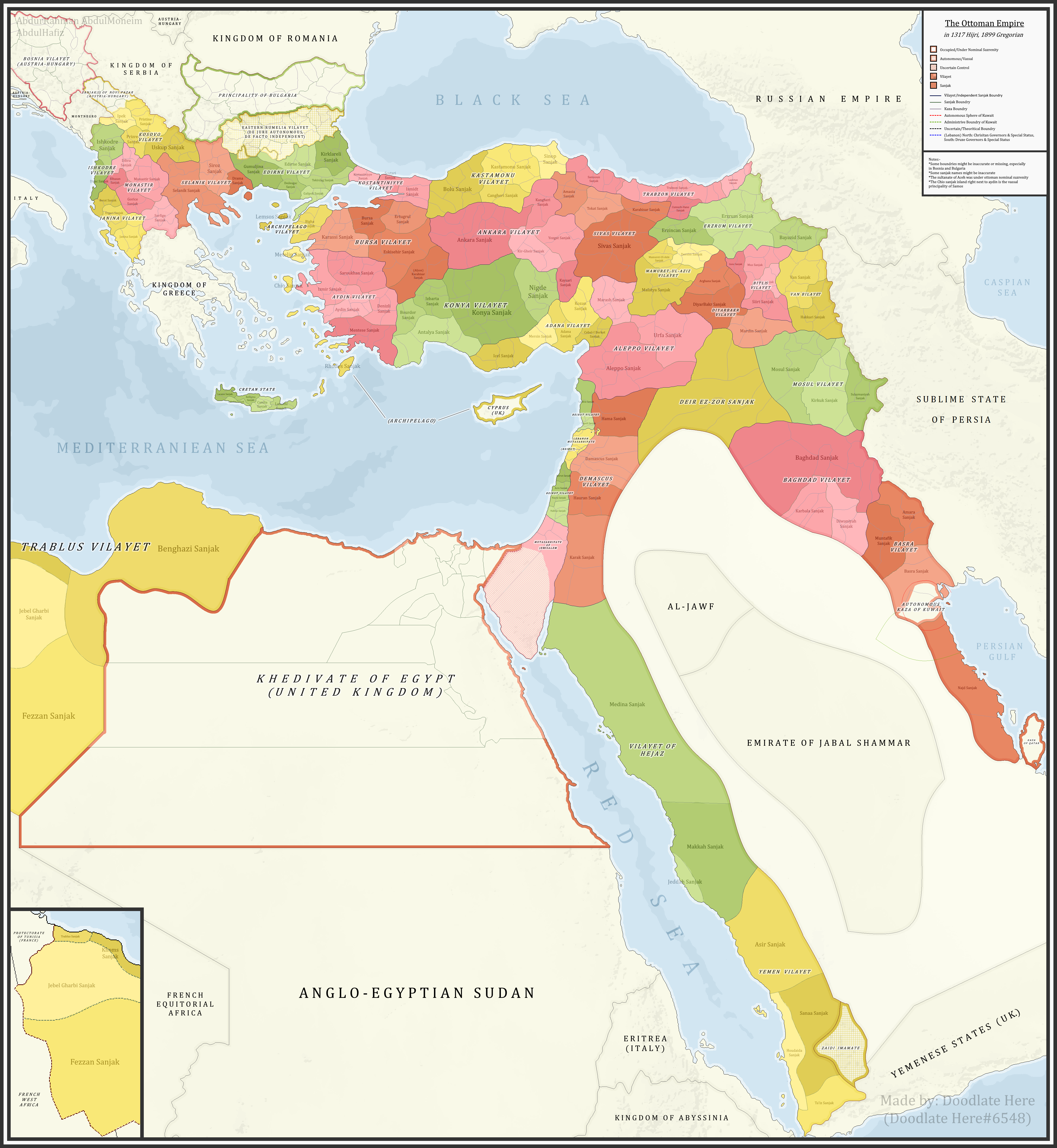
Административно-территориальное деление Османской империи в 1899 году